# Tihanyi Vilmos
Tihanyi Vilmos, született Täubl Vilmos (Budapest, 1882. április 26. – Budapest, 1962. november 29.) színész, rendező.

## Életútja
Täubl Vencel és Váló Mária fia. Színpadra lépett 1900-ban a Városligeti Színkörben, majd 1901-ben Balla Kálmán színigazgató társulatánál szerepelt. Innen Krecsányi Ignác, majd Krémer Sándor igazgatóhoz szerződött, ahol már mint elsőrendű színész működött. 1908-ban Mezei Béla győri társulatához került, ahol az igazgató megbízta egy darab (Elvált asszony) rendezésével. Innen számítható rendezői tevékenysége. 1909-ben Komjáthy János kassai társulatához szerződött. Itt már egymásután bízták rá az operettek rendezését, úgy hogy rövidesen ő lett a kassai színház főrendezője. Komjáthy társulatától Sebestyén Gézához került és az ő társulatánál volt első pesti rendezése a Túl a nagy Krivánon (Budán). Mint színész kedvenc szerepei voltak a Bolond, Cigányprímás és Danilo. A temesvári társulattal 1920-ban a Budai Színkörben az Orfeusz az alvilágban című darab rendezésével olyan átütő sikere volt, hogy Wertheimer Elemér a budapesti Revue Színházhoz szerződtette főrendezőnek, melyből rövidesen Blaha Lujza Színház lett. 1922-ben átment az Unióhoz és 1924-ben a Király Színház főrendezője lett 1934-ig. 1936–7-ben a Kamara Színház főrendezője volt, 1940–41-ben Kardoss Géza társulatában rendezett, 1942 és 1949 között pedig a Fővárosi Operettszínház főrendezőjeként működött. 1938-ban Amszterdamban is rendezett. 1938. május 15-én Budapesten, az Erzsébetvárosban házasságot kötött Dobros István és Gyöngy Hermina lányával, Flóra Ilonával. Halálát tüdőgyulladás okozta 1962-ben.
Újszerű, merész elgondolású rendezéseivel úgyszólván iskolát teremtett Pesten, a tömegek mozgatásával, a színpadi ötletek újszerűségével biztosította az általa rendezett darabok sikerét. Nevezetesebb rendezései a felújítások közül a Sulamit, Orfeusz, Rip van Winkle, az újdonságok közül pedig Fifi, Régi jó Budapest, Mersz-e Märy, Diákszerelem, Királynő rózsája, valamint a Király Színház valamennyi darabjának beállítása.

## Fontosabb szerepei
- Tschöll (Schubert–Berté: Három a kislány)
- Gróf Carreró (ifj. J. Strauss: A cigánybáró)
- A kormányzó (Jacobi V.: Sybill)

## Főbb rendezései
- Farkas Imre: Túl a nagy Krivánon
- Henri Christiné: Fi-Fi
- Huszka Jenő: Mária főhadnagy
- Kálmán Imre: Csárdáskirálynő
- Faragó Jenő: Chopin